# سیرواناواری ناریاتانا
شاهدخت سیرواناواری ناریاتانا (به تایلندی:  สิริวัณณวรีนารีรัตน์) (زادهٔ ۸ ژانویه ۱۹۸۷ میلادی) شاهدخت تایلند و تنها دختر واجیرالونگکورن و سوآمسوآلی کیتیاکارا است.

## زندگی شخصی
شاهدخت سیرواناواری علایق گوناگونی در ورزش و هنر دارد. او عضو تیم ملی بدمینتون تایلند در سال ۲۰۰۵ و در ۲۳امین دورهٔ بازی‌های آسیای جنوب شرقی در کشور فیلیپین بود که به همراه این تیم مدال طلای رقابتها را بدست آورد.او همچنین دارای خط تولید لباس و طراحی خود در شهر پاریس است. در سال ۲۰۰۸ وی توسط مجلهٔ فوربز در ردهٔ شانزدهم فهرست «جذابترین جوانان سلطنتی» قرار گرفت.